# Sinal biológico
Um sinal biológico é uma variável medida em organismos vivos, a tempo contínuo ou em amostras periódicas, como se entende em engenharia. Para o conceito de engenharia, visite o verbete Sinal (teoria da informação).
Os sinais biológicos mais relevantes atualmente, por causa de importantes desenvolvimentos tecnológicos relacionados, são os de natureza nervosa, que podem ser medidos como sinas elétricos. Estes sinais incluem a eletrocardiograma, a eletroencefalografiaa, resistência galvânica da pele e medições genéricas de neurônios que controlam músculos.
A medição destes sinais faz parte de uma área de estudos maior, a biometria.